# Аза-Шатене
Аза́-Шатене́ (фр. Azat-Châtenet, окс. Asac Chastanet) — коммуна во Франции, находится в регионе Лимузен. Департамент коммуны — Крёз. Входит в состав кантона Беневан-л’Аббеи. Округ коммуны — Гере.
Код INSEE коммуны — 23014.

## Население
Население коммуны на 2010 год составляло 134 человека.
| 1962 | 1968 | 1975 | 1982 | 1990 | 1999 | 2010 |
| ---- | ---- | ---- | ---- | ---- | ---- | ---- |
| 203  | 210  | 188  | 168  | 133  | 133  | 134  |

## Экономика
В 2010 году среди 65 человек трудоспособного возраста (15—64 лет) 38 были экономически активными, 27 — неактивными (показатель активности — 58,5 %, в 1999 году было 56,6 %). Из 38 активных жителей работали 37 человек (19 мужчин и 18 женщин), безработной была 1 женщина. Среди 27 неактивных 3 человека были учениками или студентами, 20 — пенсионерами, 4 были неактивными по другим причинам.